# Zapotitlán Tablas
Zapotitlán Tablas é uma cidade do estado de Guerrero, no México.